# E-Saúde
E-Saúde (também escrito eSaúde) é um termo relativamente recente para a prática de cuidados de saúde suportados por soluções de Tecnologia da Informação e Comunicação (TIC), que datam de pelo menos 1999. O termo também é, por vezes, utilizado como sinônimo de telemedicina e telessaúde. O uso do termo varia: alguns diriam que é sinônimo para informática em saúde, com uma definição ampla que abrange processos eletrônicos / digitais na saúde, enquanto outros o utilizam no sentido mais estrito da prática de cuidados de saúde utilizando a Internet. Ele também pode incluir aplicativos de saúde e recursos de dispositivos móveis.
Além disso, os recursos tecnológicos que são utilizados na área da saúde permitem o melhor desenvolvimento do atendimento ao paciente, como a agilidade com exames e resultados, e o tempo de recuperação reduzida do paciente. Essa ferramenta, além de se mostrar totalmente voltada ao benefício dos enfermos, cada passo do seu desenvolvimento se torna um aprimoramento na ciência, que consegue detectar doenças e suas curas com uma precisão maior.

## Formas de e-Saúde
O termo pode abranger uma gama de serviços ou sistemas que estão à beira da medicina / cuidados de saúde e tecnologia da informação, incluindo:
- Prontuário Eletrônico do Paciente (PEP) ou Sistema de Registro Eletrônico de Saúde (S-RES): permitir a comunicação de dados do paciente entre diferentes profissionais da saúde (médicos de família, especialistas, etc.);
- Sistemas de Informação em Saúde: também se referem muitas vezes a soluções de software para agendamento de consultas, o gerenciamento de dados do paciente, gestão de horário de trabalho e outras tarefas administrativas de saúde circundante;
- Telemedicina: tratamentos físicos e psicológicos a distância, incluindo a monitorização a distância da saúde dos pacientes;
- mHealth ou m-Health: inclui o uso de dispositivos móveis para a captação de dados de saúde, fornecendo informações de saúde para profissionais, pesquisadores e pacientes. Inclui também o acompanhamento em tempo real dos sinais vitais do paciente, e prestação direta de cuidados (via telemedicina móvel)

## Cibermedicina
Cibermedicina é o uso da Internet para prestar serviços médicos como consultas médicas e prescrições de medicamentos. É uma nova modalidade de telemedicina que surgiu quando os médicos consultavam e tratavam os pacientes remotamente via telefone ou fax.
A cibermedicina já está sendo usada em pequenos projetos onde as imagens são transmitidas de uma atenção primária para um médico especialista, que comenta sobre o caso e sugere que a intervenção pode beneficiar o paciente. Um campo que se presta a essa abordagem é dermatologia, onde as imagens de uma erupção são comunicadas a um especialista do hospital que determina se é necessário encaminhamento.
É especialmente útil para levar serviços de saúde de qualidade a áreas rurais ou isoladas, com falta de médicos, e para melhorar a integração de serviços de saúdes tanto dentro de uma região e dentro de um país quanto internacionalmente.

## Dispositivos de Automonitoramento de Saúde
Automonitorização é o uso de sensores ou ferramentas que estão prontamente disponíveis para o público para monitorar e registrar dados pessoais. Os sensores são geralmente dispositivos portáteis e as ferramentas estão disponíveis digitalmente através de aplicativos de dispositivos móveis. Dispositivos de auto-monitoramento foram criados com a finalidade de permitir que os dados pessoais devem ser imediatamente disponível para o indivíduo a ser analisado. Atualmente, dispositivos de vigilância da saúde durante atividades físicas são as aplicações mais populares para dispositivos de auto-monitoramento. O maior benefício para os dispositivos de auto-monitoramento é a eliminação da necessidade de hospitais de terceiros para executar testes, que são tanto caro e demorado. Estes dispositivos são um importante avanço no campo da gestão da saúde pessoal.
Outros dispositivos de monitoramento têm mais relevância médica. Um dispositivo conhecido deste tipo é o monitor de glicose no sangue. O uso deste dispositivo é restrito a pacientes diabéticos e permite que aos usuários medir os níveis de glicose no sangue em seu corpo, obtendo os resultados instantaneamente.

## Redução de custos para os problemas de saúde
A e-Saúde, através das Tecnologias da Informação e Comunicação (TIC) é apresentada como solução econômica de ampliação do atendimento em saúde à população.
Para o diretor da Organização Mundial da Saúde (OMS), Najeeb Al-Shorbaji, “o valor da e-Saúde é atingir a equidade no acesso aos serviços de assistência à saúde. Milhões de pessoas morrem porque não tem ideia do motivo de sua doença”. Ele acredita que a “e-Saúde pode reduzir os custos do sistema de saúde”. Para isso, um dos pontos-chave seria focar na padronização e na interoperabilidade das ferramentas e aplicações de eHelth.
O diretor de Programa do Ministério da Saúde (MS) e médico da família, Giliate Cardoso Cordeiro Neto, afirmou que “a pasta vem realizando um forte investimento em TI, um dos componentes fundamentais para a área de saúde sair da situação de fragmentação em que se encontra. O paciente se consulta em vários postos, sem nenhuma correlação de diagnósticos. A população idosa é a que mais sofre, pois, tem que ir a inúmeros especialistas e o maior prejudicado é o paciente. Então, a TI tem papel fundamental”.
Ele também defendeu a integração de sistemas. “Queremos aumentar o investimento em telessaúde e telemedicina. Precisamos integrar os sistemas de telessaúde com o prontuário eletrônico e o sistema de encaminhamentos”, afirmou. E garantiu que “para o MS, é fundamental investir em TIC para reduzir significativamente seus custos”.